# Krzysztof (Sułyma)
Krzysztof, nazwisko świeckie Sułyma (ur. ok. 1750, zm. 6 maja?/18 maja 1813 w Monasterze Kuriaskim) – rosyjski biskup prawosławny.
Wieczyste śluby mnisze złożył w 1765 w Motronińskim Monasterze Trójcy Świętej. W 1789 przeniósł się do Rosji i został przełożonym Monasteru Modeńskiego (eparchia nowogrodzka). W tym samym roku, z godnością archimandryty, został przełożonym Monasteru Gamalejewskiego, zaś w 1794 - Jeleckiego Monasteru Zaśnięcia Matki Bożej w Czernihowie. 18 kwietnia 1798 przyjął chirotonię na biskupa teodozyjskiego i mariupolskiego, wikariusza eparchii jekaterynosławskiej. W roku następnym został pierwszym ordynariuszem nowo powstałej eparchii słobodzko-ukraińskiej ze stolicą w Charkowie. Założył w Charkowie seminarium duchowne oraz trzy szkoły duchowne niższego szczebla, zwalczał istniejące w regionie skupiska staroobrzędowców. W 1813 odszedł w stan spoczynku i zamieszkał w Monasterze Kuriaskim k. Charkowa, gdzie w tym samym roku zmarł.